# ジョゼフ・デュクルー
ジョゼフ・デュクルー（Joseph Ducreux, 1735年6月26日 - 1802年7月24日）は、フランス貴族、肖像画家、パステル画家、細密画家、エングレーバーで、フランス王ルイ16世の宮廷肖像画家として、そしてフランス革命後も成功を収めた人物である。男爵に叙され、premier peintre de la reine（女王付の第一画家）に就任し、処刑前のルイ16世最後の肖像画も描いている。

## 略歴
ムルト＝エ＝モゼル県のナンシーで生まれた。画家の父親から、絵画を学んだ後、1760年のパリに出て、肖像画家のモーリス・カンタン・ド・ラ・トゥールの弟子になった。ジャン＝バティスト・グルーズからも油絵の技法を学んだ。
1769年にフランス王太子と婚約したマリー・アントワネットの肖像画を描くためにウィーンに派遣され、この功績でデュクルーは宮廷画家になり爵位を得た。フランス革命が始まるとロンドンに移りロンドンで処刑前のルイ16世最後の肖像画を描いた。
ジャコバン党員として、革命にかかわった画家のジャック＝ルイ・ダヴィッドの援助で、1793年にパリに帰還でき、	公的な画家の仕事を続けることができるようになり、パリのデュクルーの邸は多くの芸術家が集まる場所になった。フランス第一共和政下の1802年に亡くなった。
娘のローズ＝アデライード・デュクルー（1761-1802）や息子のジュール・デュクルー（Alexandre-Jules Ducreux: 1772-1799）やレオン・デュクルー（Antonine-Léon Ducreux 1777-1799）も画家になった。

## インターネットミーム

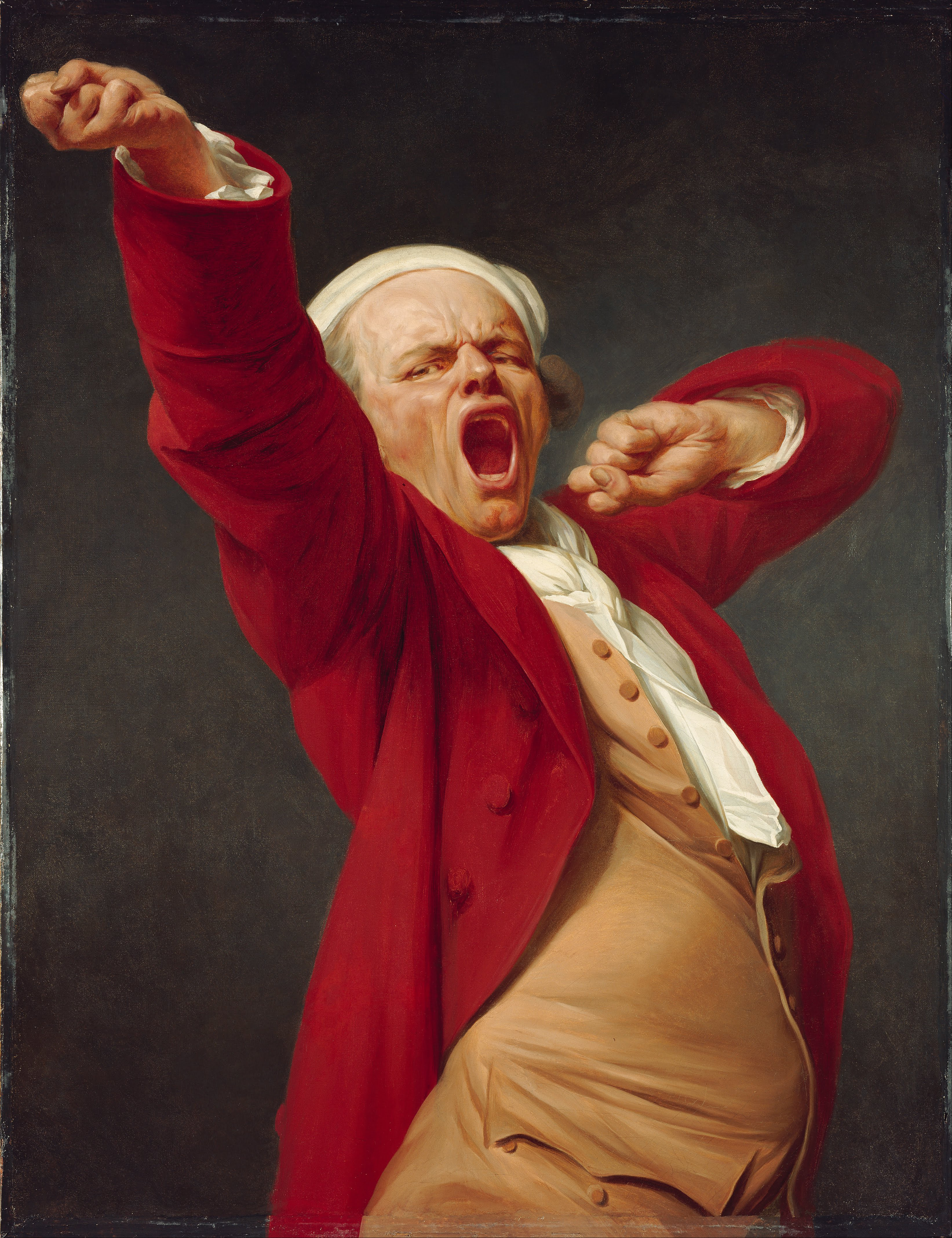
自画像、あくび中（ca. 1783）

デュクルーの自画像は、ラップやポップソング、インターネットフレーズなどと組み合され、インターネット・ミームとしてネット上で面白おかしく加工されている

## ギャラリー

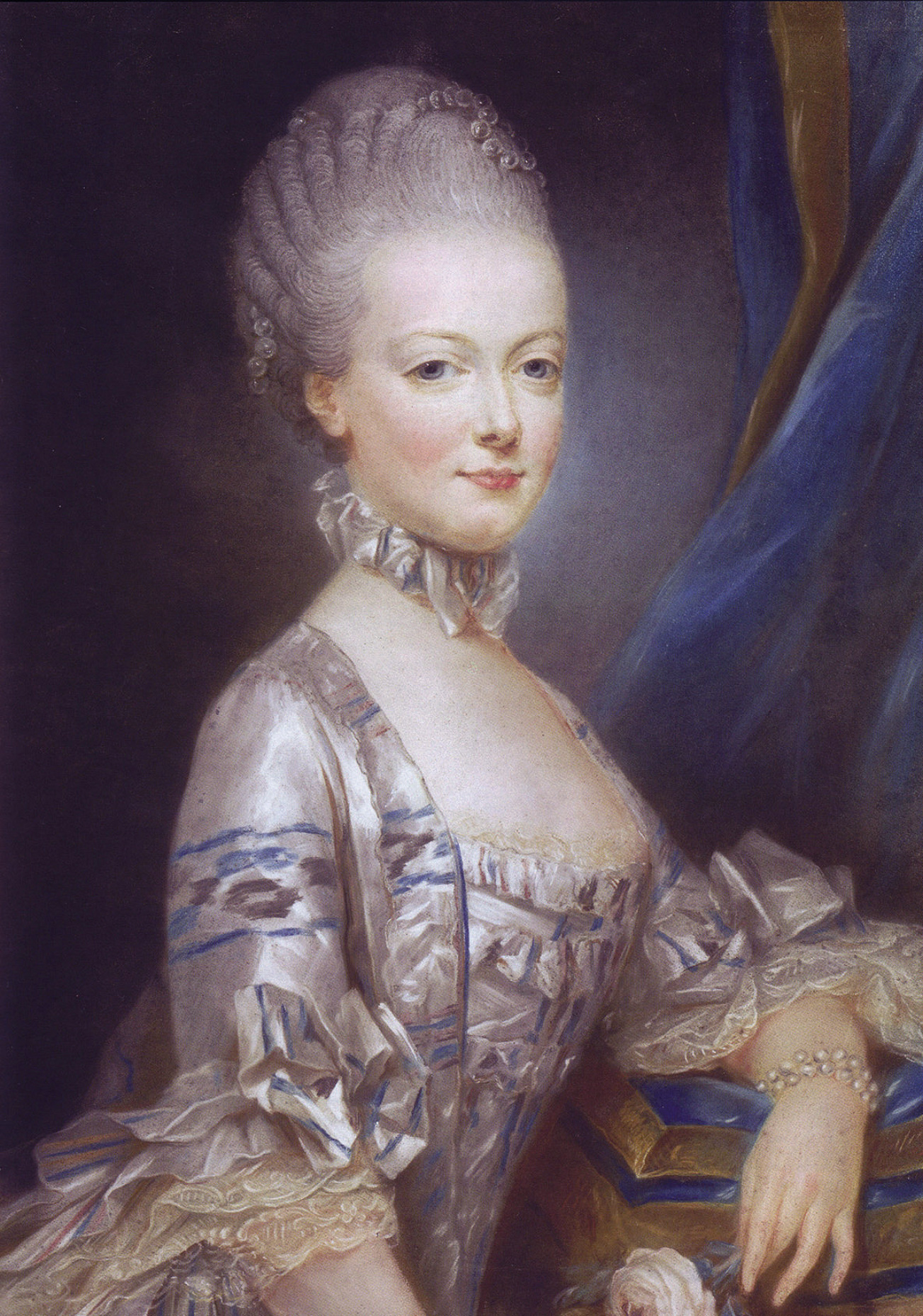
1769年のマリー・アントワネット、完成後ドーファン（王太子）に送られ、結婚前にルイ16世は彼女の姿を確認した。
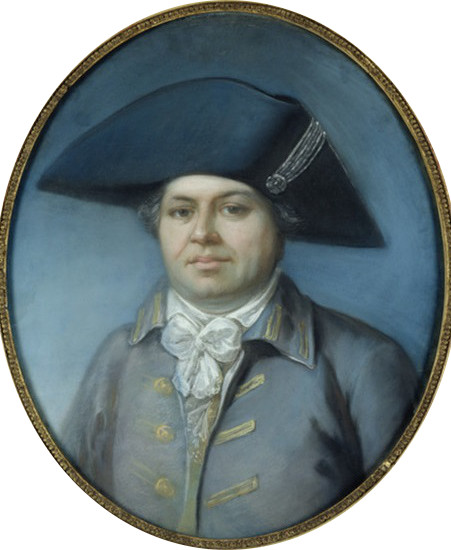
政治家ジョルジュ・カドゥーダル, 1800
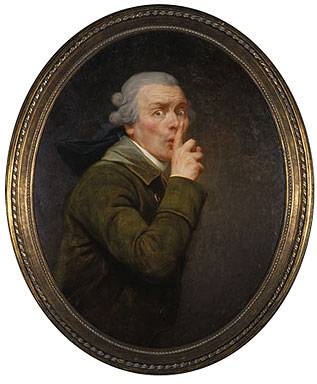
Le Discret (ca. 1790) - see text
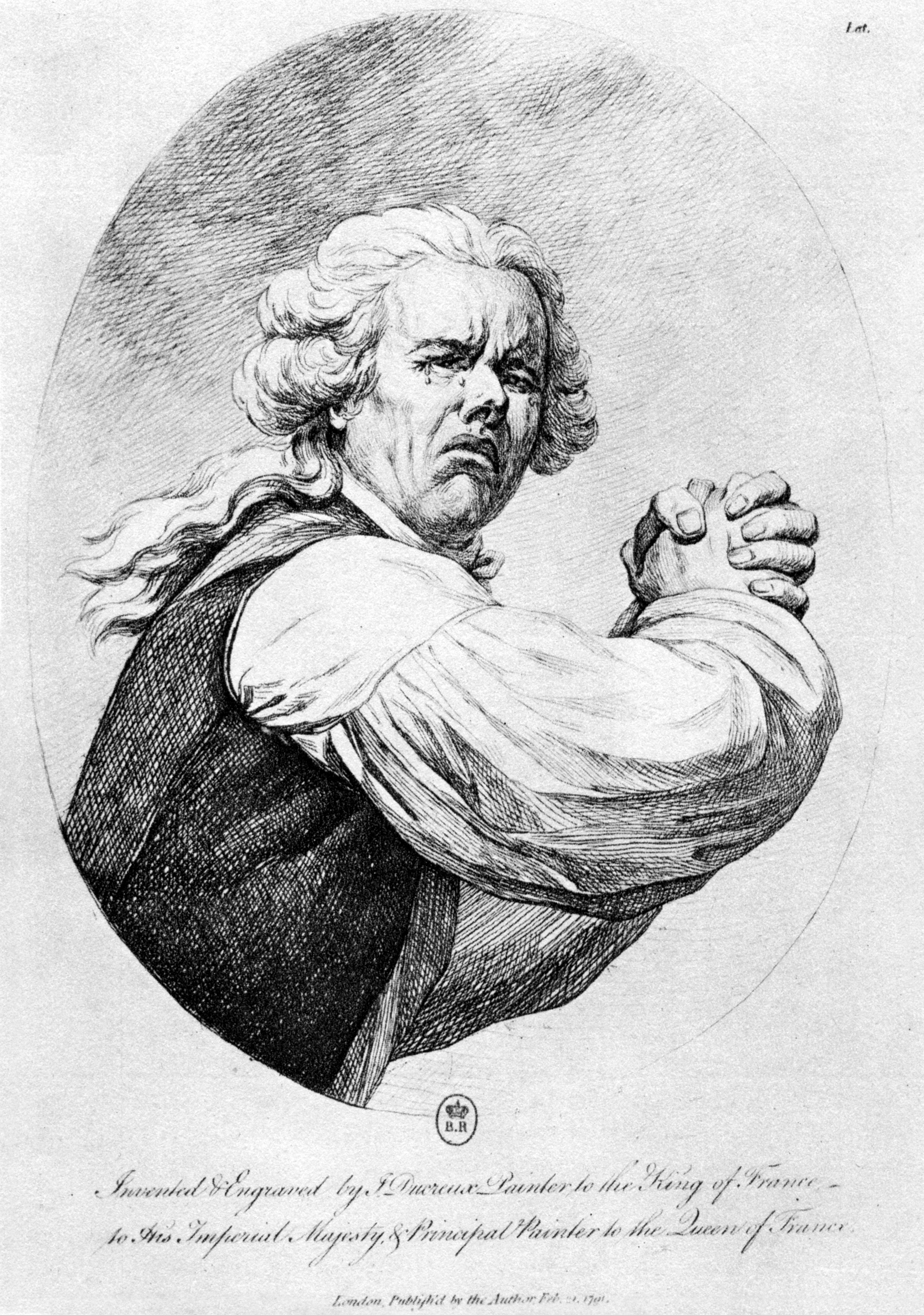
デュクルーによるエッチング, 1791